# (16674) Birkeland
(16674) Birkeland ist ein Asteroid des Hauptgürtels, der am 16. Januar 1994 vom belgischen Astronomen Eric Walter Elst und seinem französischen Kollegen Christian Pollas am Observatoire de Calern (IAU-Code 910) entdeckt wurde.
Der Asteroid wurde am 26. Juli 2010 nach dem norwegischen Physiker Kristian Olaf Birkeland (1867–1917) benannt, der sich ab der Mitte der 1890er Jahre intensiv mit dem Polarlicht beschäftigte. Er wurde sieben Mal für den Physik-Nobelpreis vorgeschlagen, ohne die begehrte Auszeichnung je zu erhalten.